# Силантьево
Сила́нтьево (баш. Силантьев) — село в Бирском районе Республики Башкортостан Российской Федерации. Административный центр Силантьевского сельсовета.

## География

### Географическое положение
Расстояние до:
- районного центра (Бирск): 9 км,
- ближайшей ж/д станции (Уфа): 102 км.

## Население
| 2002 | 2009 | 2010 |
| ---- | ---- | ---- |
| 605  | ↗666 | ↗677 |

### Национальный состав
Согласно переписи 2002 года, преобладающая национальность — русские (60 %).